# Evi Kratzer
Evi Kratzer (ur. 24 stycznia 1961 w Arvigo) – szwajcarska biegaczka narciarska, brązowa medalistka mistrzostw świata.

## Kariera
Jej olimpijskim debiutem były igrzyska w Lake Placid w 1980 r. W swoim najlepszym występie, w biegu na 5 km techniką klasyczną zajęła 23. miejsce. Cztery lata później, podczas igrzysk olimpijskich w Sarajewie jej najlepszym wynikiem było ósme miejsce na dystansie 20 km stylem klasycznym. Ponadto wspólnie z koleżankami z reprezentacji zajęła szóste miejsce w sztafecie 4 × 5 km. Wzięła także udział w igrzyskach olimpijskich w Calgary w 1988 roku, gdzie zajęła między innymi 11. miejsce w biegu na 10 km stylem klasycznym. Na tych samych igrzyskach zajęła czwarte miejsce w sztafecie. Reprezentantki Szwajcarii przegrały walkę o brązowy medal z Finkami o zaledwie 5,6 sekundy.
W 1982 roku wystartowała na mistrzostwach świata w Oslo. Jej najlepszym wynikiem tych mistrzostw było 11. miejsce w biegu na 5 km techniką dowolną. Trzy lata później, na mistrzostwach świata w Seefeld in Tirol jej najlepszym wynikiem było szóste miejsce w sztafecie. Indywidualnie najlepiej wypadła w biegu na 10 km techniką dowolna, w którym zajęła 14. miejsce. Swój największy sukces osiągnęła podczas mistrzostw świata w Oberstdorfie w 1987 r. Wywalczyła tam brązowy medal w biegu na 5 km stylem klasycznym, ulegając jedynie zwyciężczyni Marjo Matikainen z Finlandii oraz drugiej na mecie Anfisie Riezcowej ze Związku Radzieckiego. Na kolejnych mistrzostwach świata już nie startowała.
Najlepsze wyniki w Pucharze Świata uzyskała w sezonie 1984/1985, kiedy to zajęła 5. miejsce w klasyfikacji generalnej. Czterokrotnie stawała na podium zawodów Pucharu Świata, w tym raz zwyciężyła. W 1988 roku zakończyła karierę. Jej brązowy medal był jak dotąd ostatnim medalem mistrzostw świata zdobytym w biegach przez reprezentantkę Szwajcarii.

## Osiągnięcia

### Igrzyska olimpijskie
| Miejsce | Dzień     | Rok  | Miejscowość | Konkurencja             | Czas biegu | Strata   | Zwyciężczyni           |
| ------- | --------- | ---- | ----------- | ----------------------- | ---------- | -------- | ---------------------- |
| 23.     | 15 lutego | 1980 | Lake Placid | 5 km stylem klasycznym  | 15:06,92   | +1:17,42 | Raisa Smietanina       |
| 27.     | 18 lutego | 1980 | Lake Placid | 10 km stylem klasycznym | 30:31,54   | +1:32,11 | Barbara Petzold        |
| 11.     | 9 lutego  | 1984 | Sarajewo    | 10 km stylem klasycznym | 31:44,2    | +1:20,6  | Marja-Lisa Hämälainen  |
| 9.      | 12 lutego | 1984 | Sarajewo    | 5 km stylem klasycznym  | 17:04,0    | +43,5    | Marjo Matikainen       |
| 6.      | 15 lutego | 1984 | Sarajewo    | Sztafeta 4 × 5 km       | 1:06:49,7  | +2:50,6  | NRD                    |
| 8.      | 18 lutego | 1984 | Sarajewo    | 20 km stylem klasycznym | 1:01:45,0  | +2:11,4  | Marja-Liisa Hämäläinen |
| 11.     | 14 lutego | 1988 | Calgary     | 10 km stylem klasycznym | 30:08,3    | +1:08,4  | Vida Vencienė          |
| 14.     | 17 lutego | 1988 | Calgary     | 5 km stylem klasycznym  | 15:04,0    | +38,8    | Marjo Matikainen       |
| 4.      | 21 lutego | 1988 | Calgary     | Sztafeta 4 × 5 km       | 59:51,1    | +2:08,3  | ZSRR                   |
| 14.     | 25 lutego | 1988 | Calgary     | 20 km stylem dowolnym   | 55:33,6    | +3:02,5  | Tamara Tichonowa       |

### Mistrzostwa świata
| Miejsce | Dzień       | Rok  | Miejscowość      | Konkurencja             | Czas biegu | Strata  | Zwyciężczyni            |
| ------- | ----------- | ---- | ---------------- | ----------------------- | ---------- | ------- | ----------------------- |
| 14.     | 19 lutego   | 1982 | Oslo             | 10 km stylem dowolnym   | 29:25,9    | ?       | Berit Aunli             |
| 11.     | 21 lutego   | 1982 | Oslo             | 5 km stylem dowolnym    | 14:30,2    | ?       | Berit Aunli             |
| 14.     | 26 lutego   | 1982 | Oslo             | 20 km stylem klasycznym | 1:06:16,9  | +2:48,8 | Raisa Smietanina        |
| 14.     | 19 stycznia | 1985 | Seefeld in Tirol | 10 km stylem dowolnym   | 30:54,8    | +1:38,9 | Anette Bøe              |
| 6.      | 23 stycznia | 1985 | Seefeld in Tirol | Sztafeta 4 × 5 km       | 1:04:50,1  | +3:00,1 | ZSRR                    |
| 15.     | 26 stycznia | 1985 | Seefeld in Tirol | 20 km stylem klasycznym | 59:19,1    | +3:30,4 | Grete Ingeborg Nykkelmo |
| 10.     | 13 lutego   | 1987 | Oberstdorf       | 10 km stylem klasycznym | 31:49,5    | +1:11,3 | Anne Jahren             |
| 3.      | 16 lutego   | 1987 | Oberstdorf       | 5 km stylem klasycznym  | 14:45,7    | +6,8    | Marjo Matikainen        |
| 8.      | 18 lutego   | 1987 | Oberstdorf       | Sztafeta 4 × 5 km       | 58:08,8    | +2:26,8 | ZSRR                    |
| 11.     | 20 lutego   | 1987 | Oberstdorf       | 20 km stylem dowolnym   | 57:20,5    | +2:05,4 | Marie-Helene Westin     |
| 20.     | 17 lutego   | 1989 | Lahti            | 10 km stylem klasycznym | 29:19,0    | +2:14,0 | Larisa Łazutina         |
| 19.     | 21 lutego   | 1989 | Lahti            | 15 km stylem klasycznym | 47:46,6    | +3:50,5 | Marjo Matikainen        |
| 7.      | 23 lutego   | 1989 | Lahti            | Sztafeta 4 × 5 km       | 54:49,8    | +3:14,4 | Finlandia               |
| 17.     | 25 lutego   | 1989 | Lahti            | 30 km stylem dowolnym   | 1:29:59,7  | +3:52,5 | Jelena Välbe            |

### Puchar Świata

#### Miejsca w klasyfikacji generalnej
- sezon 1981/1982: 14.
- sezon 1982/1983: 13.
- sezon 1983/1984: 15.
- sezon 1984/1985: 5.
- sezon 1985/1986: 6.
- sezon 1986/1987: 7.
- sezon 1987/1988: 21.
- sezon 1988/1989: 48.

#### Zwycięstwa w zawodach
| Nr | Dzień       | Rok  | Miejscowość | Konkurencja             | Czas biegu |
| -- | ----------- | ---- | ----------- | ----------------------- | ---------- |
| 1. | 10 stycznia | 1987 | Calgary     | 10 km stylem klasycznym | ?          |

#### Miejsca na podium
| Nr | Dzień       | Rok  | Miejscowość | Konkurencja             | Czas biegu  | Strata | Miejsce | Zwycięzca        |
| -- | ----------- | ---- | ----------- | ----------------------- | ----------- | ------ | ------- | ---------------- |
| 1. | 18 grudnia  | 1984 | Davos       | 10 km stylem klasycznym | ?           | ?      | 3       | Berit Aunli      |
| 2. | 23 lutego   | 1985 | Syktywkar   | 20 km stylem klasycznym | ?           | ?      | 2       | Raisa Smietanina |
| 3. | 10 stycznia | 1987 | Calgary     | 10 km stylem klasycznym | ?           | –      | 1       | –                |
| 4. | 16 lutego   | 1987 | Oberstdorf  | 5 km stylem klasycznym  | 14:45.7 min | +6.8 s | 3       | Marjo Matikainen |